# 阿道夫·图内西
阿道夫·图内西（義大利語：Adolfo Tunesi，1887年8月27日—1964年11月29日），意大利男子体操运动员。他曾获得1912年夏季奥运会体操比赛男子团体全能金牌和男子个人全能铜牌。他也参加了1908年夏季奥运会，未获得奖牌。